# Chauth
Chauth (devanagari: चौथ; van Sanskriet: "een vierde") was een belasting die in de 17e tot 19e eeuw in India door de Maratha's werd opgelegd in gebieden die niet tot hun kernland in de West-Ghats behoorden. De chauth bestond uit een vierde deel van de landopbrengst of productie en werd jaarlijks geïnd. Feitelijk ging het om een vorm van afpersing die werd opgelegd aan gebieden die nominaal onder het Mogolrijk vielen. Als niet betaald werd hielden de Maratha's plundertochten in het betreffende gebied.
De chauth verschilde van de sardeshmukhi, een belasting van 10% die aan de soeverein (in de 17e eeuw was dat nog de Mogolvorst) werd overgemaakt. In 1665 eiste Marathaleider Shivaji voor het eerst chauth van de destijds onafhankelijke sultanaten Bijapur en Golkonda. In 1668 werd hij door Mogolkeizer Aurangzeb als radja erkend, wat hem een wettelijke basis gaf om binnen Mogolprovincies aanspraak op belastinggeld te maken. 
Het Maratharijk dat Shivaji achterliet had een sterk gedecentraliseerde machtsstructuur. Individuele legeraanvoerders kregen van de peshwa Mogolprovincies toegewezen waar ze naar believen konden plunderen of belasting innen. De legeraanvoerder kon twee derde van de belastingopbrengst zelf houden. De rest werd naar het hof van de chhatrapati (Marathavorst) en diens beambten gestuurd. Om de belasting te innen bouwden de Maratha's in veel Mogolprovincies een schaduwadministratie op.
Aan het begin van de 18e eeuw eisten de Maratha's vaak ook de sardeshmukhi op in provincies die aan hun rijk grensden, zodat de totale afdracht 35% bedroeg. Dit gaf aan dat de Maratha's zich als de wettige bestuurders van het gebied gingen beschouwen. In 1719 werd dit door de Mogols per verdrag erkend toen ze de Marathavorst Shahu recht gaven op zowel de chauth als de sardeshmukhi in de zes provincies van de Dekan. Feitelijk betekende dit dat de Mogols de soevereiniteit over die provincies opgaven, hetgeen neerkwam op erkenning van wat de facto al lang duidelijk was. Desondanks stuitte het verdrag op groot verzet van de orthodoxe factie aan het Mogolhof, hetgeen in 1722 tot de val van de vizier Abdullah Khan Barha leidde.